# Palazzo Buonamici Nencini
Palazzo Buonamici Nencini è un edificio del centro storico di Prato, situato in via Garibaldi 63-69, con fronte che dà su via Pugliesi.

## Storia
Fin dal Quattrocento i Buonamici possedevano alcune case, che vennero accresciute con altre appartenenti ai Caponini nel 1566 e, successivamente, trasformate in palazzo. Tra Sei e Settecento fu dei Mannucci, che possedevano altri edifici verso il Cantaccio, quindi dei Nencini, nel XIX secolo. 
Nel 1908, su progetto di Oreste Morganti, il giardino retrostante venne sacrificato per costruire una sala cinematografica, che esiste ancora, recentemente adibita a sala polifunzionale.

## Descrizione
La facciata dell'edificio è ottocentesca, a bugnato fatto d'intonaco con due portali centinati più antichi, seicenteschi (uno con stemma Buonamici), e due piani di finestre su otto assi separati da marcapiano.
L'interno, di struttura medievale, ha appartamenti monumentali al piano nobile, tra i quali spicca il salone con stucchi e dipinti a tempera del giovane Gian Domenico Ferretti, rappresentanti Alessandro Magno e la famiglia di Dario e la Storia di Jefte (1728-30). Alcune sovrapporte presentano stucchi ornati da busti.